# 사카이촌 (니가타현 미나미칸바라군)
사카이촌(坂井村)은 니가타현 미나미칸바라군에 있던 촌이다. 

## 역사
- 1889년 4월 1일 - 정촌제 시행에 의해 미나미칸바라군 사카이촌이 성립하였다.
- 1925년 4월 1일 - 미나미칸바라군 이마정에 편입되어 소멸하였다.

## 참고문헌
- 『市町村名変遷辞典』東京堂出版、1990年。